# Os de Balaguer
Os de Balaguer ist eine katalanische Gemeinde (municipio) mit 1.075 Einwohnern (Stand: 2024) in der Provinz Lleida im Nordosten Spaniens. Sie liegt in der Comarca Noguera. Neben dem Hauptort Os de Balaguer besteht die Gemeinde aus den Ortschaften Alberola, Monasterio de las Avellanas und Gerb.

## Geographische Lage
Os de Balaguer liegt etwa 35 Kilometer nordnordöstlich von Lleida in einer Höhe von ca. 465 m. 

## Bevölkerungsentwicklung
| Jahr      | 1970 | 1981 | 1991 | 2001 | 2011 | 2021 |
| Einwohner | 1025 | 934  | 764  | 771  | 987  | 1000 |

## Sehenswürdigkeiten
- Felsmalereien von Balma dels Vilars

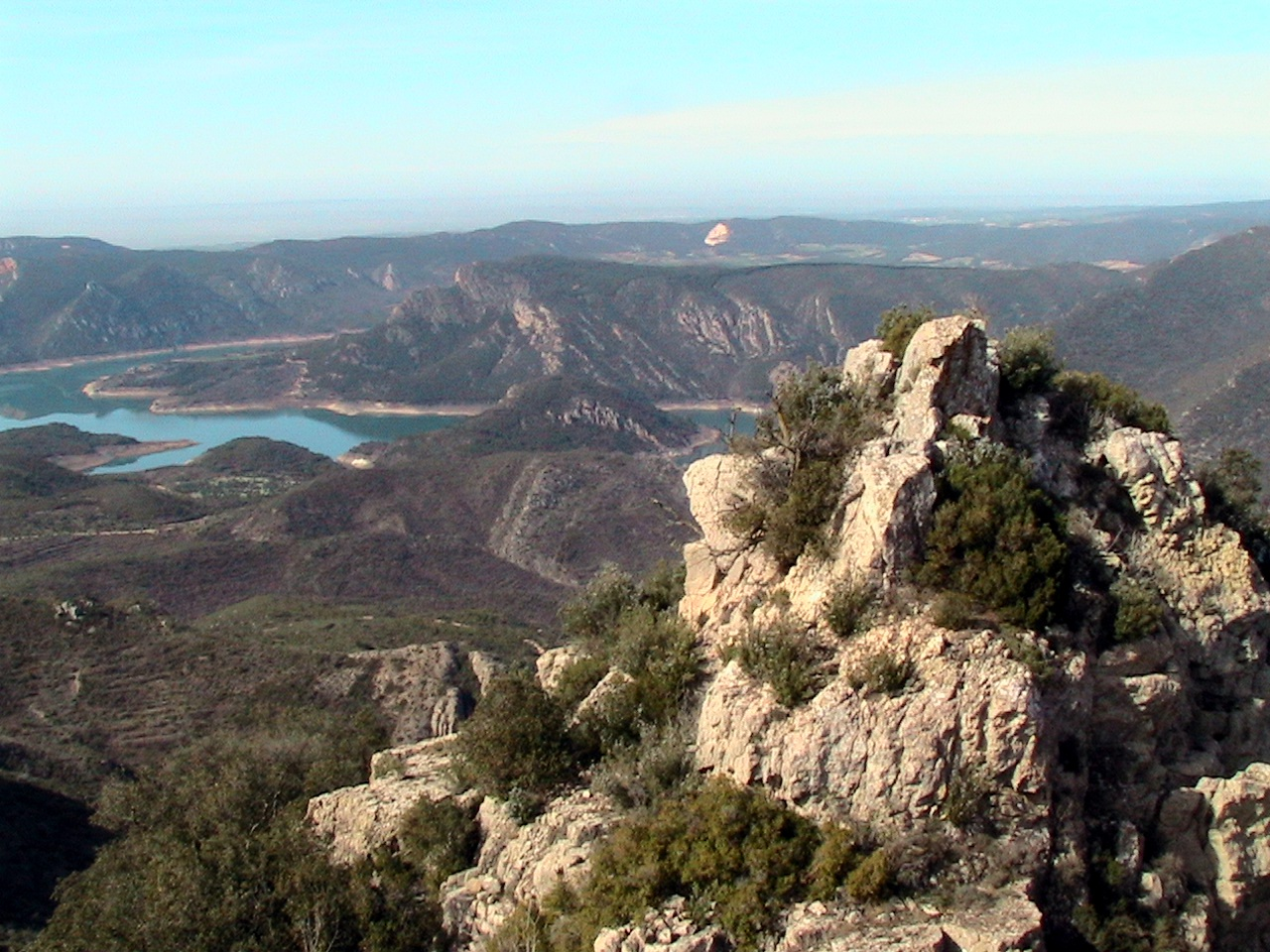
Burgruine Montessor
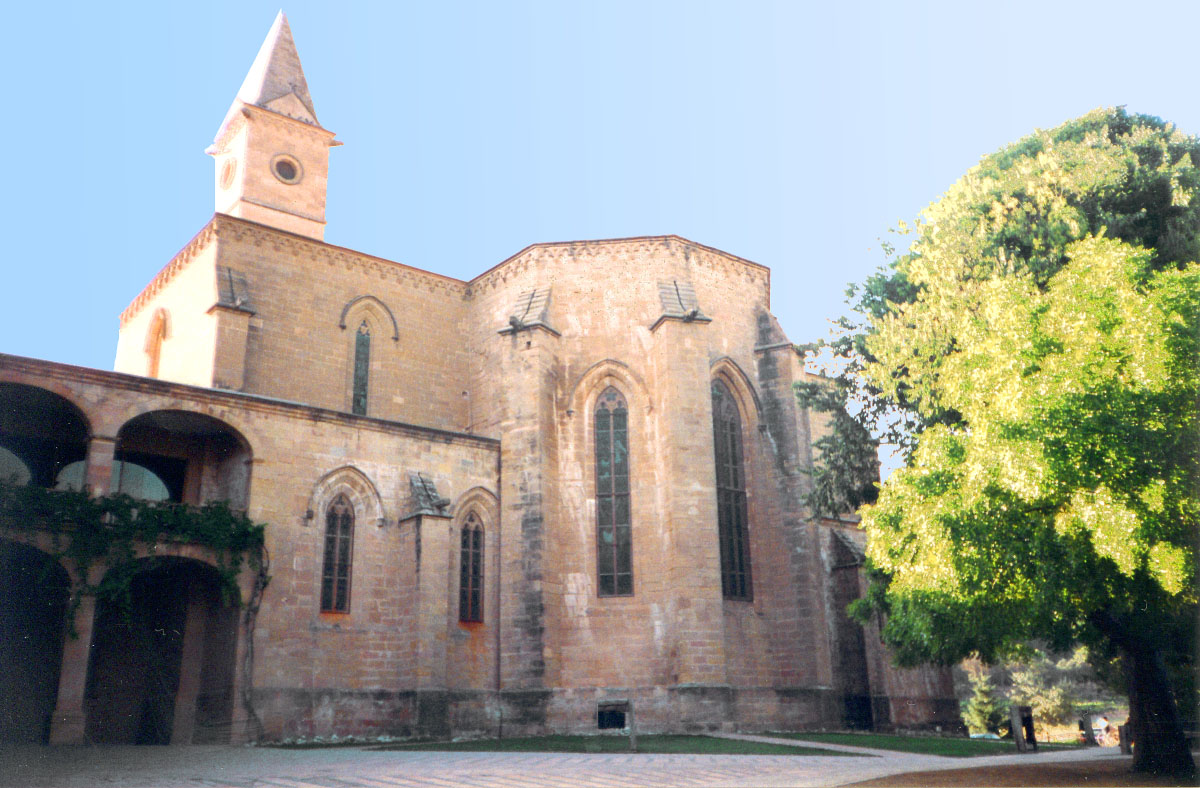
Ruine des Augustinerklosters Bellpuig de les Avellanes
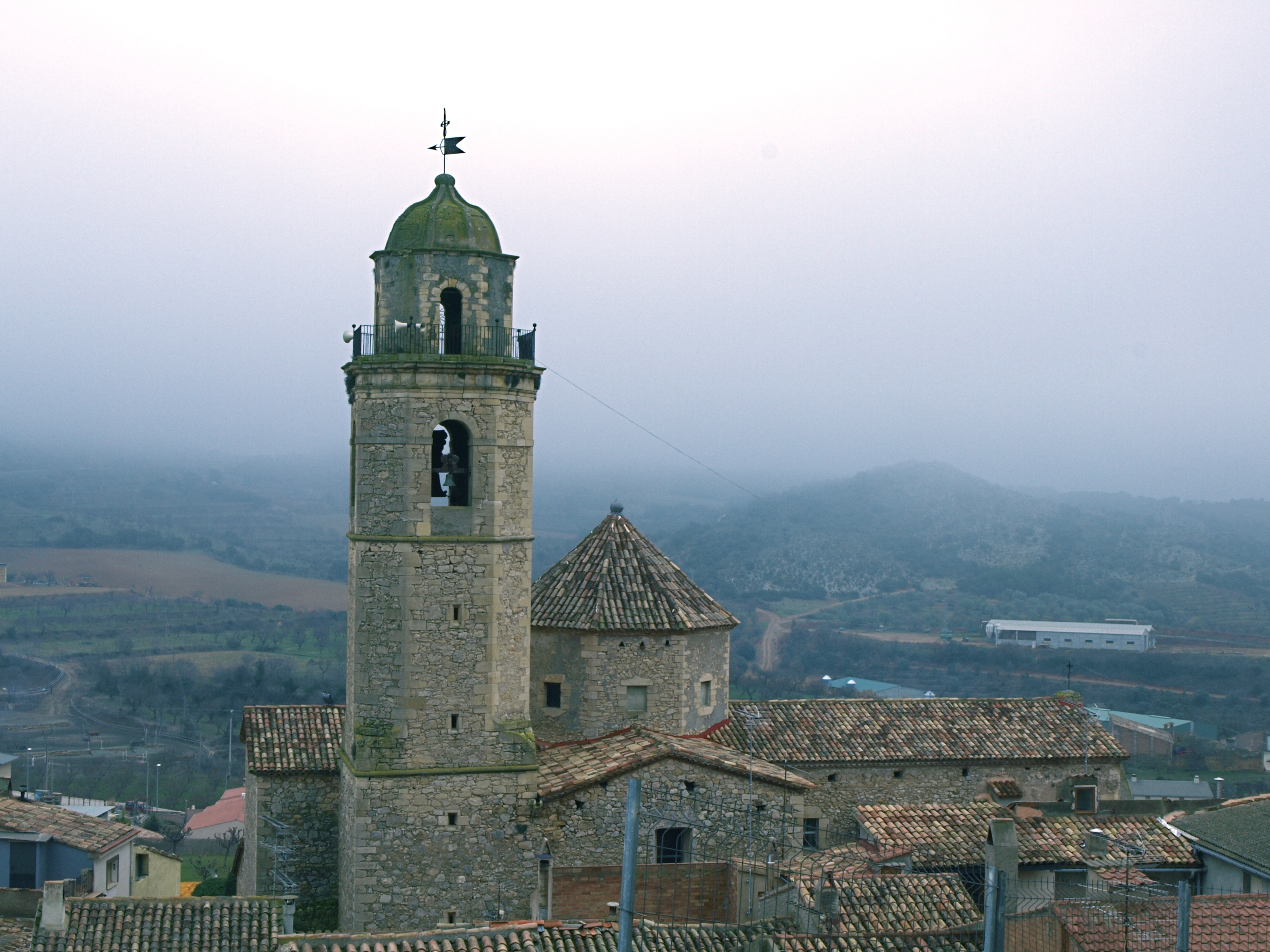
Michaeliskirche

- Burgruine Montessor
- Kirche des Klosters Bellpuig de les Avellanes
- Michaeliskirche

## Persönlichkeiten
- Gaspar de Portolà (1716–1784), Gouverneur von Baja und Alta California, Gründer der Städte San Diego und Monterey